# Ентомофілателія
Ентомофілателія — напрямок тематичного колекціонування, за якого колекцію складає добірка поштових марок та інших знаків поштової оплати із зображеннями комах та/або безпосередньо пов'язаних з ними предметів і явищ.

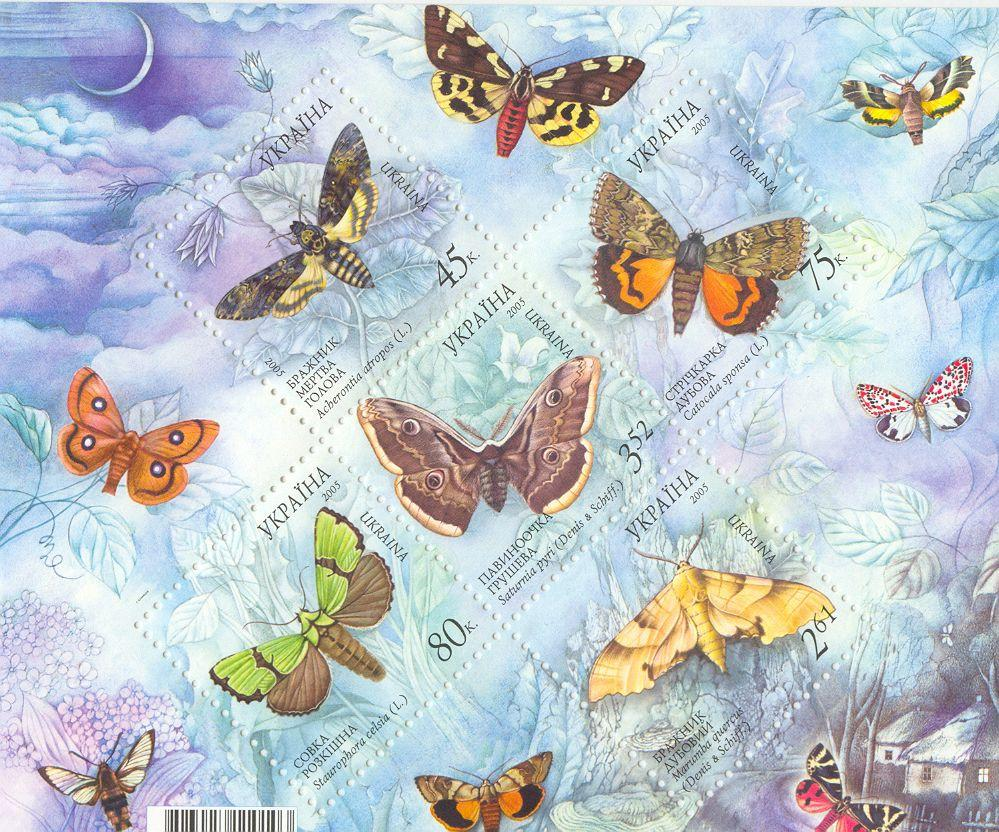
Поштовий блок «Нічні метелики» (Україна, 2005, художник Геннадій Кузнєцов)

## Історичні відомості
.

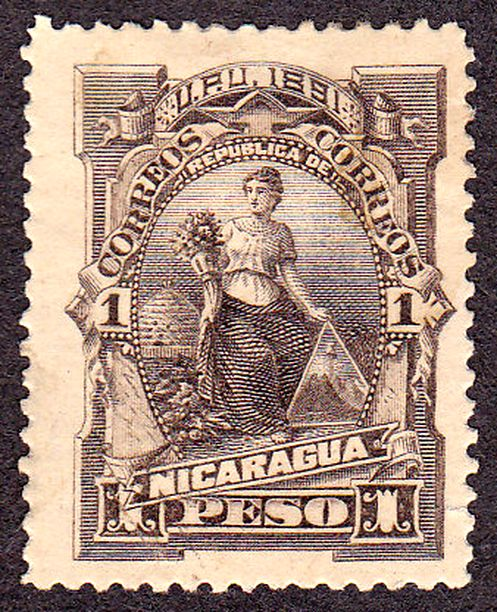
У 1891 році в Нікарагуа вийшла друком серія стандартних марок однакового малюнку, але різного кольору і номіналу. Одну з них подано на фото: на задньому плані, ліворуч від алегоричного зображення жінки, видно плетений бджолиний вулик- сапетку

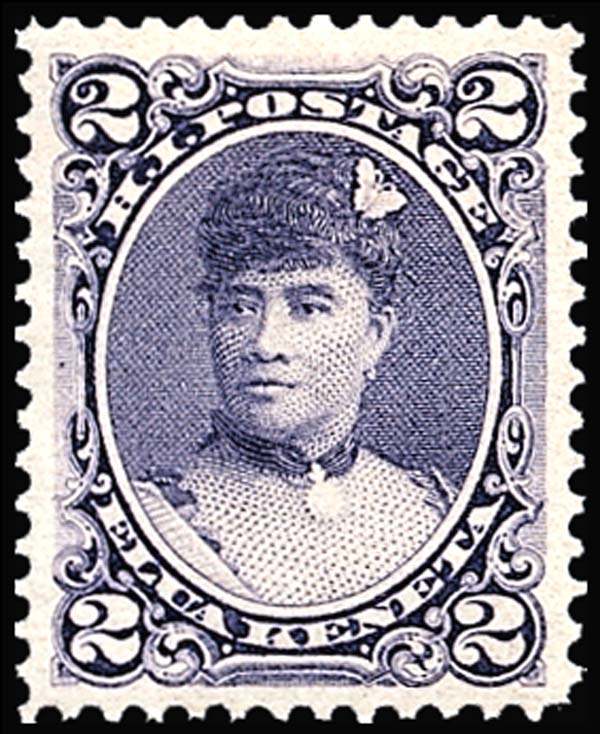
Того ж 1891 року Королівство Гаваї видало поштову марку з портретом своєї королеви Ліліуокалані. Її волосся прикрашала брошка у вигляді метелика, вкрита діамантами; два крихітні рубіни імітували його очі

Перші поштові марки виконували суто службову роль і тому мали мінімум зображувальних елементів і текстів. Згодом з'явилися комеморативні марки, асортимент яких швидко зростав. На них, серед іншого, зображували тварин — характерних представників фауни різних регіонів. Попервах це були тварини великого розміру та примітної зовнішності. З часом видавці й автори поштових мініатюр звернули увагу і на комах. Перші поштові марки, що мають стосунок до їхнього світу, вийшли друком ще 1891 року. 
Згодом підвищення попиту на колекційні марки, розширення можливостей поліграфії, збільшення кількості країн, що мають державну пошту, розвиток філателістичного бізнесу — все це сприяло різкому зростанню кількості марок цієї тематики. Втім, у США перші марки із зображенням комах (метеликів) з'явилися лише 1997 року. Каталоги свідчать, що на 1991 рік понад 300 країн і територій здійснили понад 5 000 випусків марок із зображеннями понад 1300 видів комах. Ентомофілателісти одержали перші каталоги й огляди, спеціалізовані до відповідної тематики. У 1991 році зображення майже всіх марок, пов'язаних з комахами, зібрано у фундаментальному атласі. Створено й інтернет-колекції таких марок, наприклад:. У червні 2020 року на Тайвані у виставковому центрі Музею природничих наук відкрилася виставка марок, пов'язаних із комахами

## Тематика зображень
Зазвичай на марках зображають представників ентомофауни певної країни. Враховуючи ринковий попит, емітенти віддають перевагу комахам, що привертають увагу формою, забарвленням чи іншими рисами зовнішньої будови. Загалом «персонажами» поштових мініатюр стають представники всіх основних рядів цих тварин. Найчастіше (понад 68 % марок) зображають метеликів, на другому місці жуки (близько 10 %) та двокрилі (понад 9 %). Комах решти рядів теж зображають на марках — це перетинчастокрилі (понад 6 %), прямокрилі (2,5 %), бабки (понад 2 %), напівтвердокрилі (1,8 %). Вченим відомо близько 1 млн видів комах. Отож на поштові марки потрапляють зображення лише небагатьох із них і майже всі вони виявляються різними. Це надає ентомофілателістичним колекціям вражаючого різноманіття.

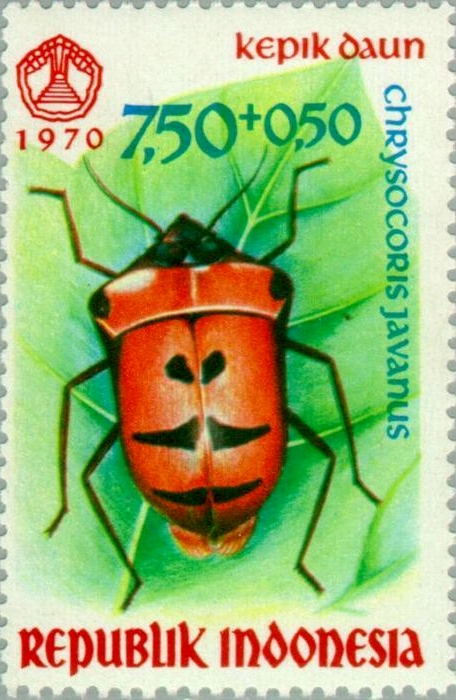
Приміром, за всю історію пошти зображення цього клопа - яванського хризокоріса трапляється лише на марці одного-єдиного випуску
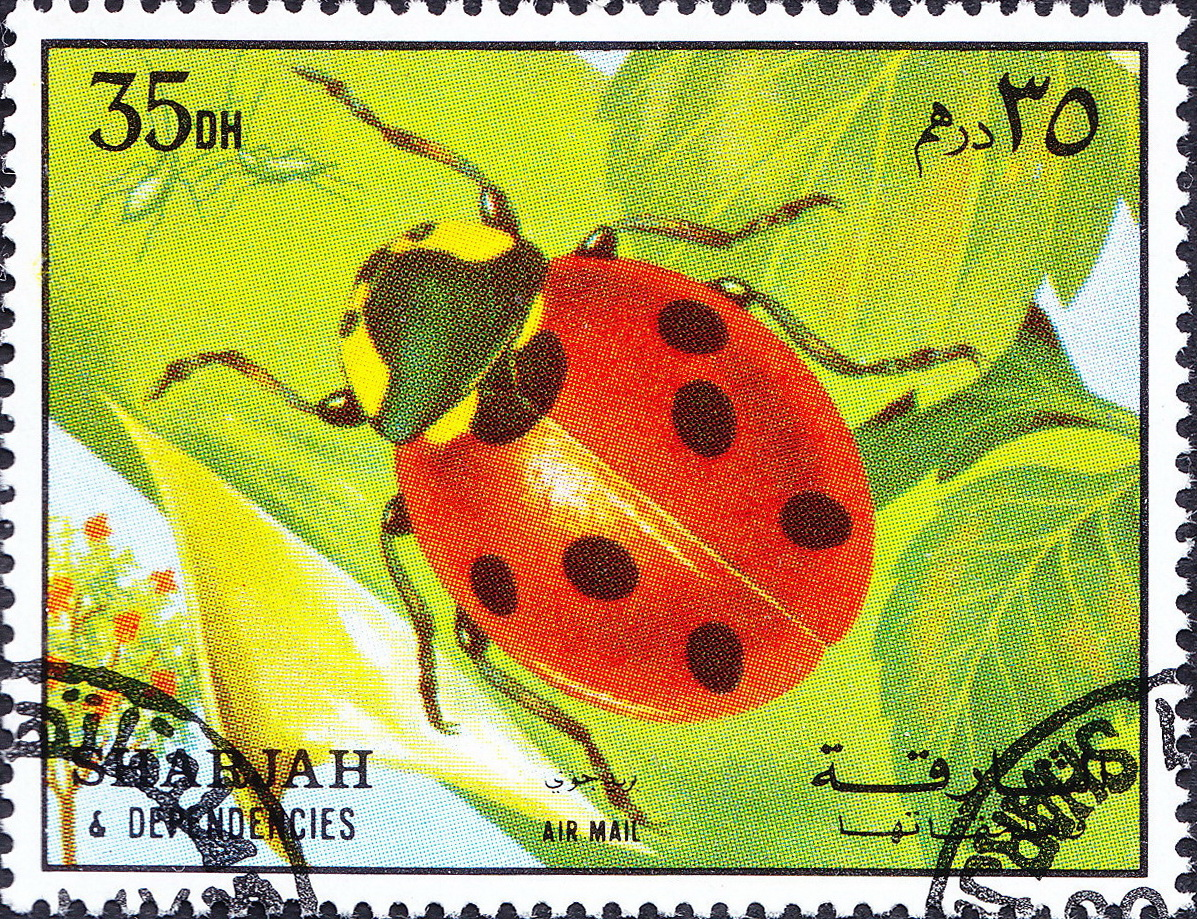
Разом з тим, є окремі особливо популярні види. Зокрема, семикрапкове сонечко можна побачити на більш як 60 марках 47 країн
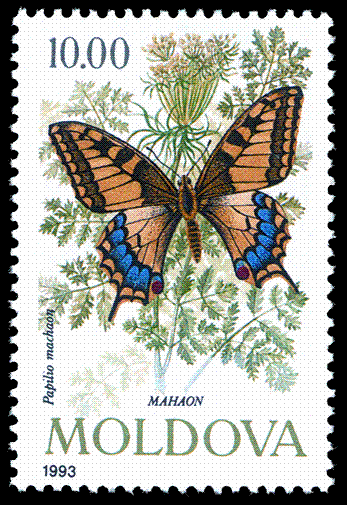
Поштові емітенти і споживачі віддають певну перевагу також і  махаону. Вид занесений до "Червоних книг" багатьох країн, в тому числі України

У останні десятиріччя на марках часто зображають види, що перебувають під охороною чи потребують її. Ось лише три з них, що включені до останнього видання Червоної книги України (2009)

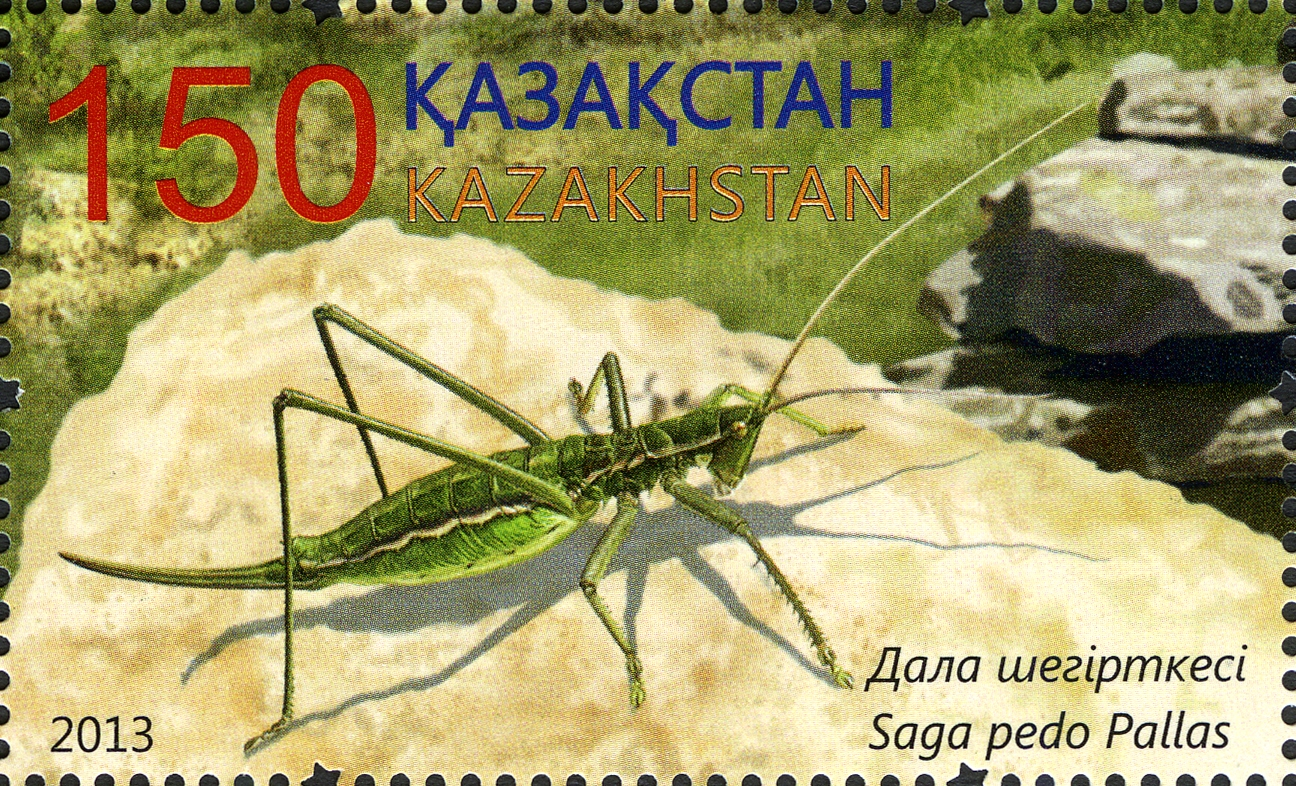
Одна з найбільших хижих комах Європи - степова дибка. Філателістам відома за марками Болгарії (1964), Сербії-Чорногорії (2004) і Чехії (2010). Занесена до Червоних книг Болгарії [22], Росії[23], Словаччини, Чехії
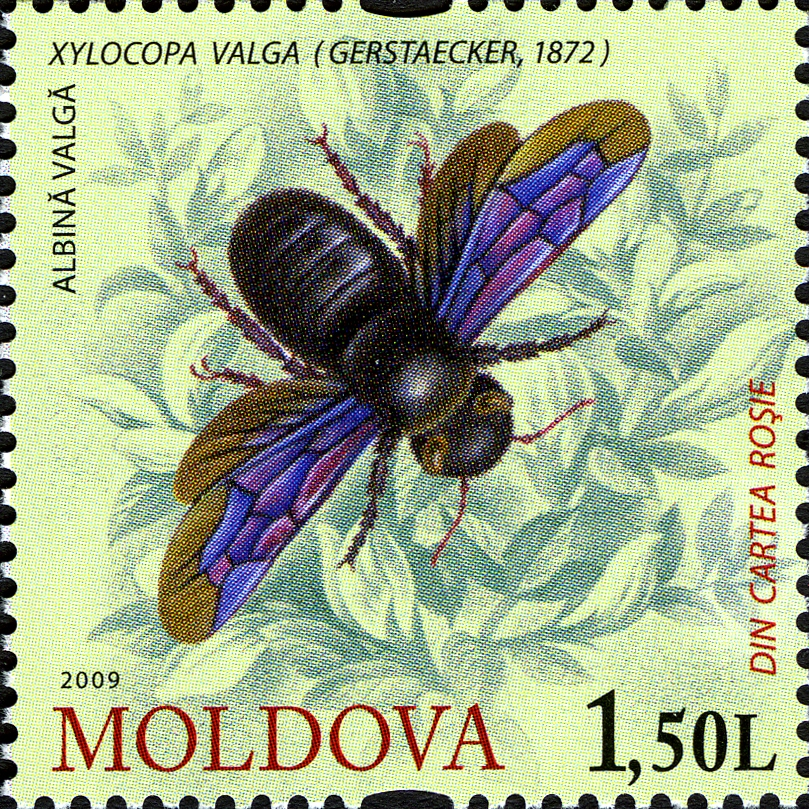
Бджола ксилокопа звичайна. Її можна побачити на поштових мініатюрах Гвінеї-Бісау (2009) і Мальдівів (2019), а також у "Європейському Червоному списку бджіл"[25], Червоних книгах Польщі[26], Молдови та Росії
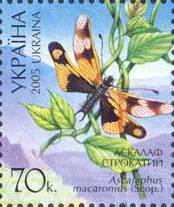
Аскалаф строкатий - мешканець Південної України, в тому числі Криму. Ця комаха зображувалася на поштових марках Болгарії (1964), Румунії (1965), Туреччини (1981), Молдови й Кіпру (1997), Югославії

Філателія дає достатній матеріал для відображення колосальної розмаїтості комах за зовнішньою будовою — розмірами, формами, кольорами й візерунками покривів. Про це можуть свідчити навіть ілюстрації до цієї статті (див. нижче).

## Корисні та шкідливі комахи

Усі комахи є важливою складовою природних екосистем планети. Це неважко проілюструвати філателістичними матеріалами, що зображають участь комах у ланцюгах живлення — як запилювачів, як проміжних господарів паразитичних організмів, як їжу для інших тварин тощо. Зокрема важливими споживачами комах як білкового корму є птахи, особливо в період виведення пташенят.
На поштових мініатюрах зображають комах, що відіграють помітну роль і в житті людини. Це насамперед медоносна бджола. На марках можна побачити не лише власне бджіл, а й вулики різних конструкцій, продукти бджільництва, портрети вчених, що вивчали крилатих трудівниць. До регулярних міжнародних конгресів з бджільництва країни-господарі таких форумів випускали спеціальні марки.

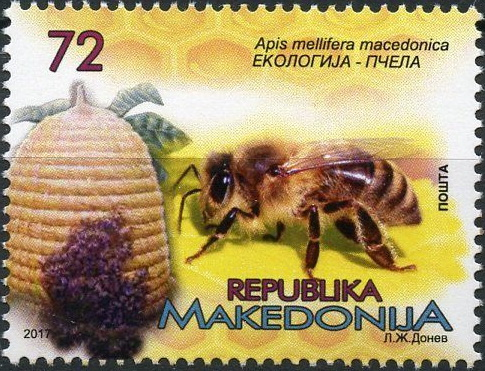
Македонська медоносна бджола - підвид звичайної. Поруч - плетений вулик-сапетка. Темна пляма на його стінці - скупчення бджіл навколо льотка.
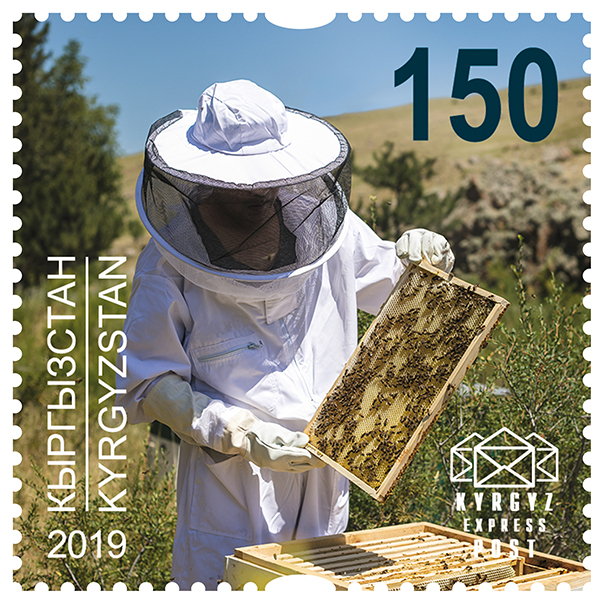
Просторі високогірні луки, вкриті  розмаїттям квітучих трав - важливе джерело одержання екологічно чистого меду у Киргизстані.

Не забута філателістами й єдина цілком одомашнена комаха — тутовий шовкопряд. Він і виробництво з його коконів натурального шовку ставало темою поштових випусків Афганістану (10 марок і блок), Бангладешу, Бельгії, Болгарії, Італії, Китаю, Лівії, КНДР (9 марок), Південної Кореї, Румунії (9 марок), Туреччини, Центральноафриканської Республіки, Японії.

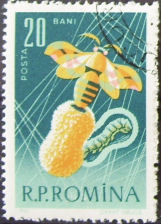
Гусениця та дорослий метелик тутового шовкопряду, що виходить з кокону. Принагідно, саме на шовковій тканині у Королівстві Бутан, а згодом також у Китаї, Ірландії,  Польщі друкували деякі поштові марки.
Тутовий шовкопряд зображений на серії з шести марок, виданих Ліваном в зв’язку з Міжнародним конгресом з шовківництва (Бейрут, 1930). До речі, це взагалі перші в історії марки, на яких зафіксовано реальну комаху[14].
Японського дубового шовкопряда культивують в Японії понад тисячу років. Він завезений також до інших країн.  Його шовк еластичніший, ніж у тутового шовкопряду, але складніше фарбується. Марку випустила Північна Корея (1965).

Людство накопичило чималий досвід використання хижих і паразитичних комах для захисту врожаю. З цією метою їх спеціально розводять і розселяють (інтродукція). Так траплялося з деякими видами сонечок, Їздців та інших.

Рудий лісовий мурашка – сильний, агресивний, живе великими родинами  і харчується переважно комахами. З огляду на це, його здавна розселюють для захисту  лісів[27].
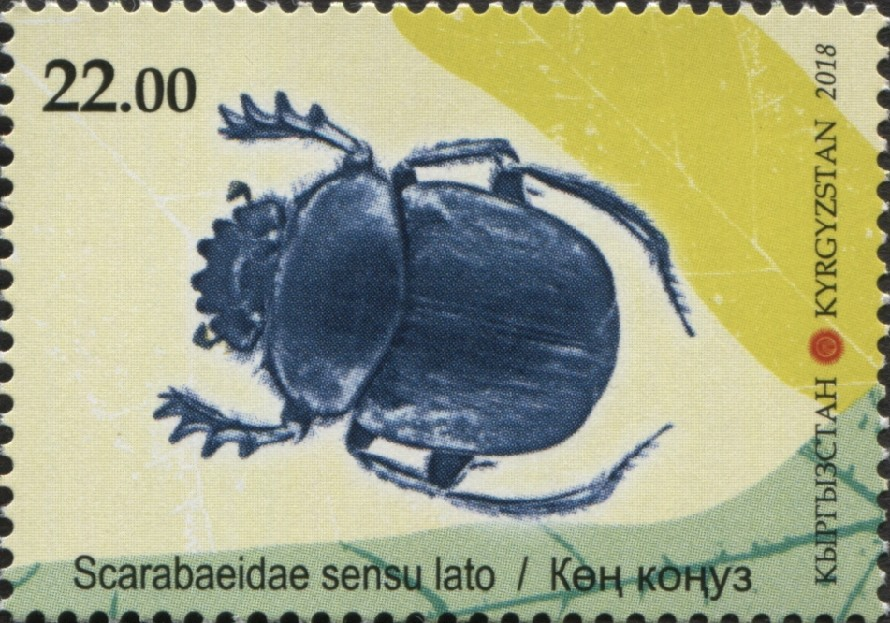
Завезення до Австралії тисяч жуків-гнойовиків з Африки вирішило проблему потерпання пасовищ від забруднення гноєм, ферми – від мух, підвищило родючість ґрунтів[en].
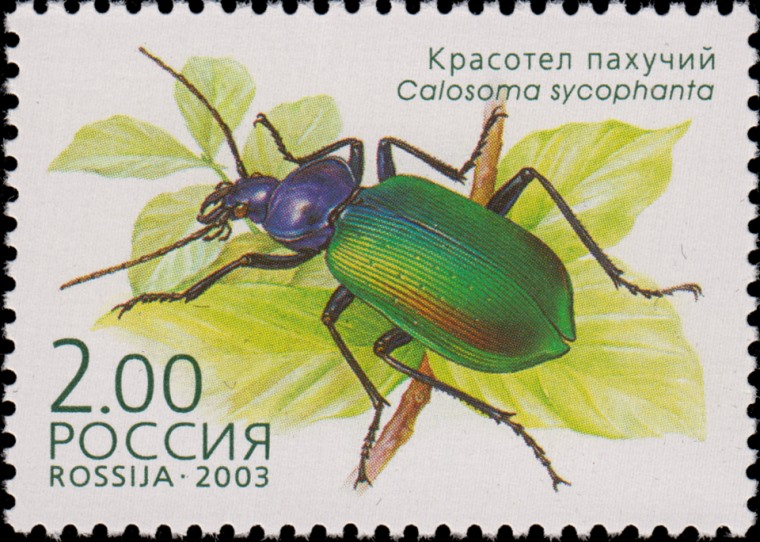
Чималі кількості красотіла пахучого збирали у Європі та завозили до США для знищення  небезпечного ворога лісу – метелика непарного шовкопряду

Харчування комахами, тобто ентомофагію, людини відображають марки, де показане збирання їстівних комах (Ботсвана, 1985) і приготування з них певних страв (Малайзія, 2019), а також численні поштові мініатюри із зображенням комах, яких люди  вживають у їжу. Роль комах у людській культурі добре ілюструють марки, на яких ми бачимо метеликів на старовинній порцеляні (Угорщина, 1973), прадавні амулети у вигляді жуків-скарабеїв (Єгипет, 1981, 1992), карнавали, де люди одягають костюми метеликів (Антигуа, 1973, 1977), прикраси у вигляді метелика (Панама, 2010) тощо.
Шкода, яку завдають людині деякі комахи, також має досить широке висвітлення у філателістичних матеріалах.
Малярія з давніх-давен є світовою проблемою, особливо для населення субтропічних і тропічних регіонів. Коли 1962 рік ООН оголосила міжнародним роком боротьби з малярією, у десятках країн вийшли друком поштові мініатюри з цього приводу. Здебільшого на них зображали емблему року, на якій малярійні комарі виглядали піктограмами. Однак часто емітенти не обмежувалися цим, даючи можливість побачити, як виглядає переносник хвороби та її мікроскопічний збудник, як з ними обома борються. Мабуть, завдяки саме численним маркам з цієї теми, двокрилі посіли третє місце серед об'єктів ентомофілателії.

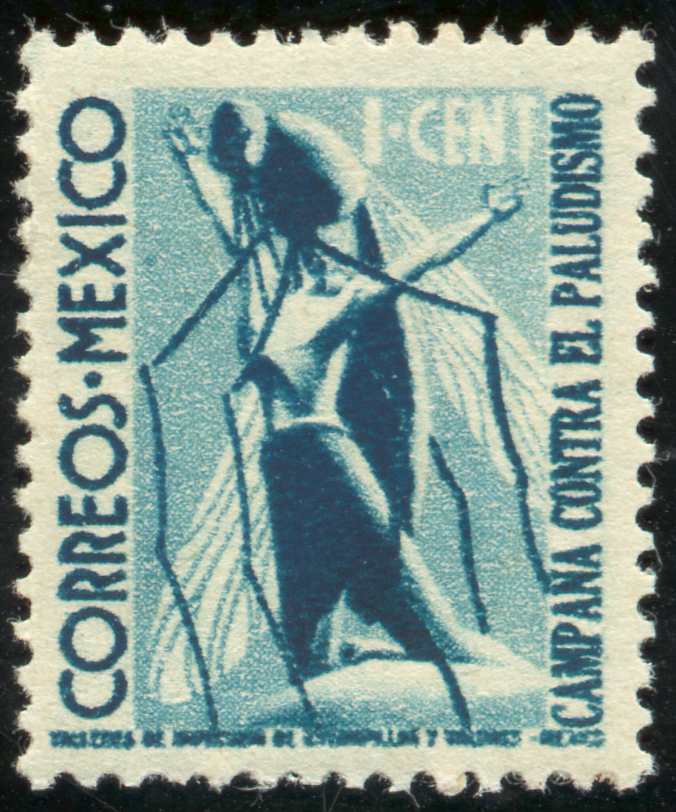
На фото – ймовірно, перша антималярійна  марка в історії світової пошти. Її випустила Мексика (1939), коли в країні проводилася кампанія боротьби з малярією. На марці – людина, яку схопив і кусає комар. Серйозність хвороби і масштаб проблеми мав підкреслити його розмір: комаха зображена  більшою за людину<.
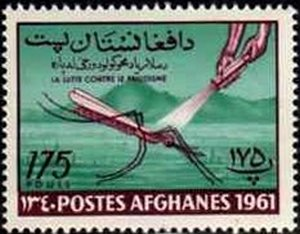
У Афганістані, попри багаторічні зусилля міжнародної спільноти і місцевої медицини, захворюваність малярією та смертність від неї і зараз лишається досить високою. В країні понад 1 мільйон людей страждають на малярію (2018)[29]. Тільки на невеликих його територіях не реєструються випадки недуги
Антималярійний конверт першого дня з марками ООН та Індії і спецпогашенням (1962). У лівій частині - портрети «великої шістки», яка зробила найважливіший внесок у дослідження недуги. На першому фото – лауреат Нобелівської премії, український, французький і російський біолог І. І. Мечніков

Зображення інших комах — паразитів людини й свійських тварин — потрапляють на поштові марки край рідко. Блох зображали на марках Великої Британії (1985), Палау (1999), Гренади (2000), Того (2011) і Японії; муху цеце — на марках Польщі (1978), Камеруну (1979), Габону (1983), Танзанії (1987), Ефіопії (2009), Кенії (2011), Малаві (2012), Чада (2016); кровосисних ґедзів — Бельгія (1977), Польща (1983), Монголія (2004)? 1975; москітів-переносників тропічних лихоманок — Куба (1965, 1975), Індонезія (1977) .
Комахи — шкідники сільського та лісового господарства — теж нетипова тема для поштових марок. Зазвичай зображають сарану та споріднені з нею види, інколи — попелиць. 1954 року в Угорщині з'явилися марки із зображенням бурякового довгоносика, польового цвіркуна, хлібної жужелиці. На турецьких марках (1982) бачимо маслинову муху, вишневого ринхіта, на болгарській (1964) — хлібного жука. У 1930-ї роки, коли просування жука Європою тільки почалося, зображення шкідника і попереджувальні тексти і малюнки друкували на поштових картках Франції, Німеччини, Бельгії, Люксембургу

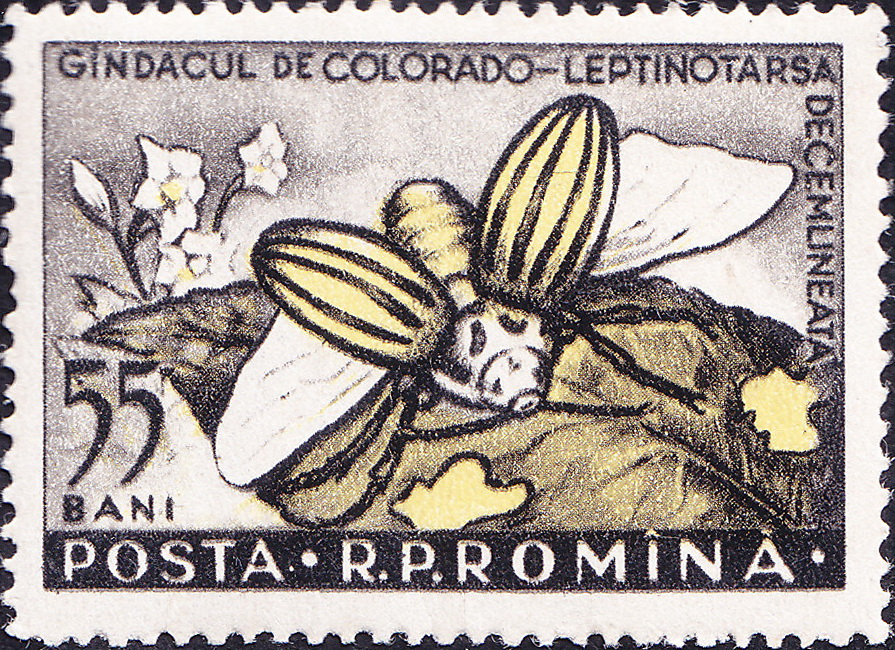
Колорадський жук дошкуляє картоплі не лише в Румунії, яка випустила друком цю марку (1956), а, фактично, всюди, де вирощують картоплю. Аналогічні поштові мініатюри виходили у Австрії, Туреччині, Беніні, Буркіна-Фасо, ОАЕ, Мозамбіку
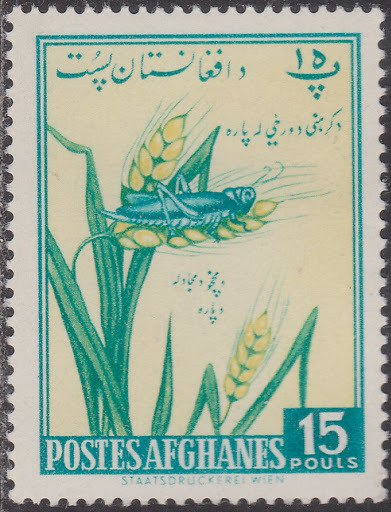
Вид комахи на цій марці не впізнати, але безперечно цей родич загальновідомої сарани завдає значних втрат господарям посівів зернових. Найчастіше цих комах можна побачити на марках Африки, де вони завдають найбільшої шкоди
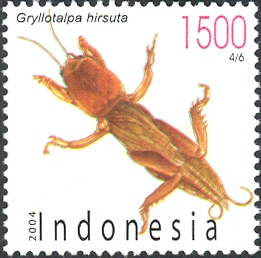
Вовчок мешкає у досить зволоженому ґрунті, підгризає коріння рослин, коренеплоди і де-не-де помітно шкодить. Втім, у Британії вийшла поштова серія, присвячена «вразливим тваринам», на одній з марок – саме ця комаха

Часом марка подає інформацію не лише про зовнішній вигляд комах, а й про місця їх мешкання, життєвий цикл, роль в екосистемах. Приміром, на наведеній вище марці з зображенням сонечка можна угледіти попелиць — основного корму цих жуків. Махаон на мініатюрі поруч зображений на фоні рослини з родини селерових. Саме на них самиця метелика відкладає яйця, харчується і заляльковується гусениця цього виду.

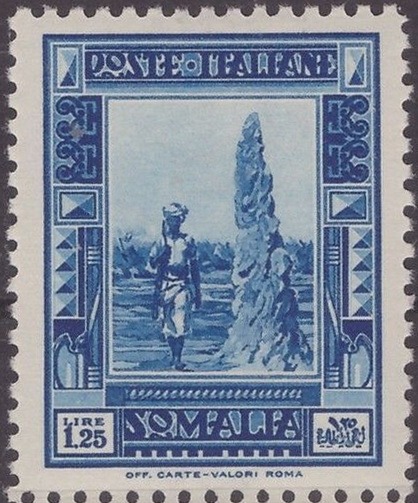
«Башта», біля якої стоїть сомалієць, споруджена термітною родиною, що живе у ній та попід нею. Термітники – звичайний елемент саван та подібних ландшафтів. Такі споруди зображали на марках Алжиру, Габону, Гани, Намібії, Сенегалу, Японії
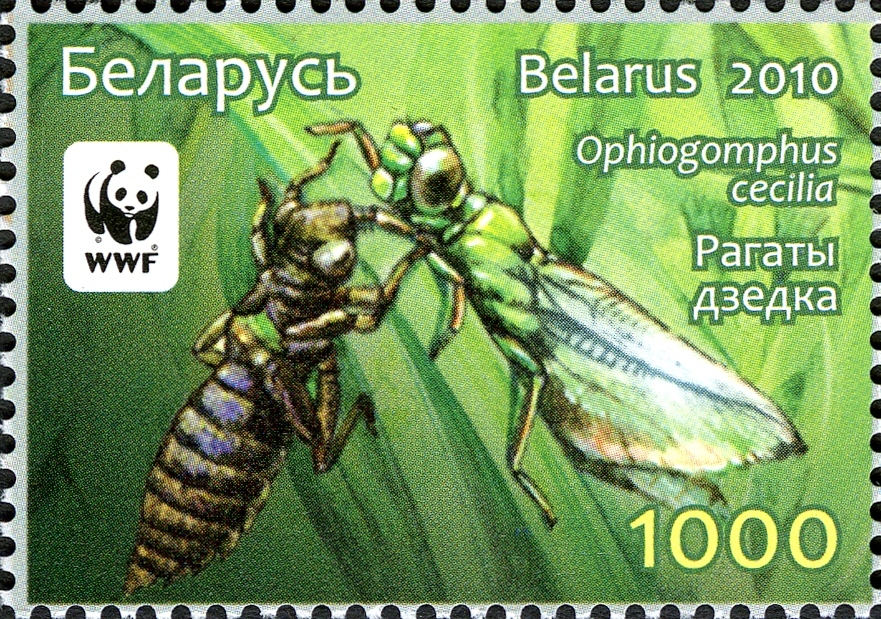
Личинки бабок розвиваються у воді. Коли настає час, вони вилазять на  стебла над водою і перетворюються на лялечок. Згодом з лялечки виборсується  доросла бабка, а пуста шкірка лялечки (на марці вона  ліворуч)  лишається на рослині
На ізраїльській серії з чотирьох марок (1965) до кожної приєднаний купон. Він дозволяє побачити, якою є гусениця у цього виду лускокрилих. На марці – мешканець середземноморського узбережжя - метелик хвостокрил Іасія

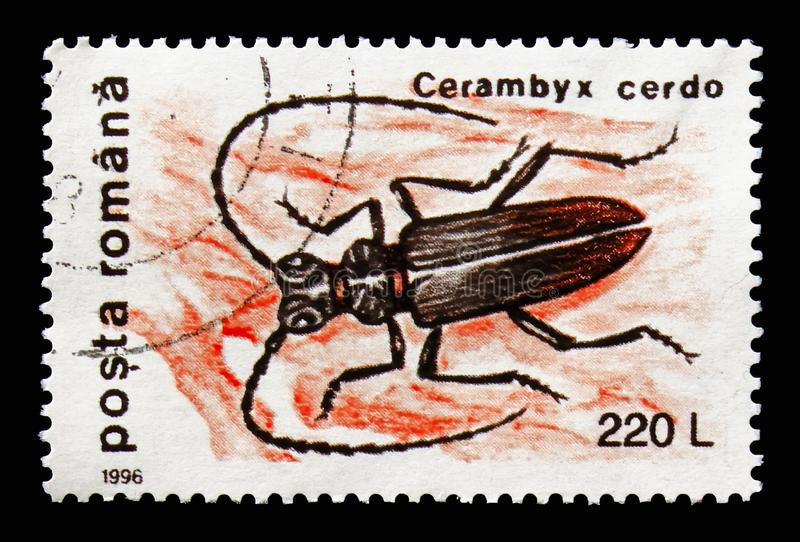

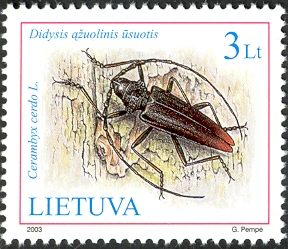

Ймовірно, поштарі-емітенти не завжди користуються послугами фахівців. Тому на марках інколи фіксуються помилки у написах. Наприклад, до 2010 року в світі було випущено 105 марок і блоків із зображеннями жуків-сонечок. Проаналізувавши цю колекцію, фахівці знайшли помилки у назвах та зображеннях на декількох десятках (!) мініатюр, а п'ятьох жуків неможливо було визначити. В одній з афганських серій (1986) вийшло шість марок із зображеннями богомола, жука-сонечка, ящірки, двох змій, скорпіона, павука. Кожна з марок мала вгорі заголовок: «Les Reptiles» (плазуни). Трапляється й недбале оформлення мініатюр: порівняйте, скажімо, зображення одного й того ж великого дубового вусача на марці Румунії (1996)і на продукції литовської пошти (2003) (два фото праворуч).

## На задньому плані

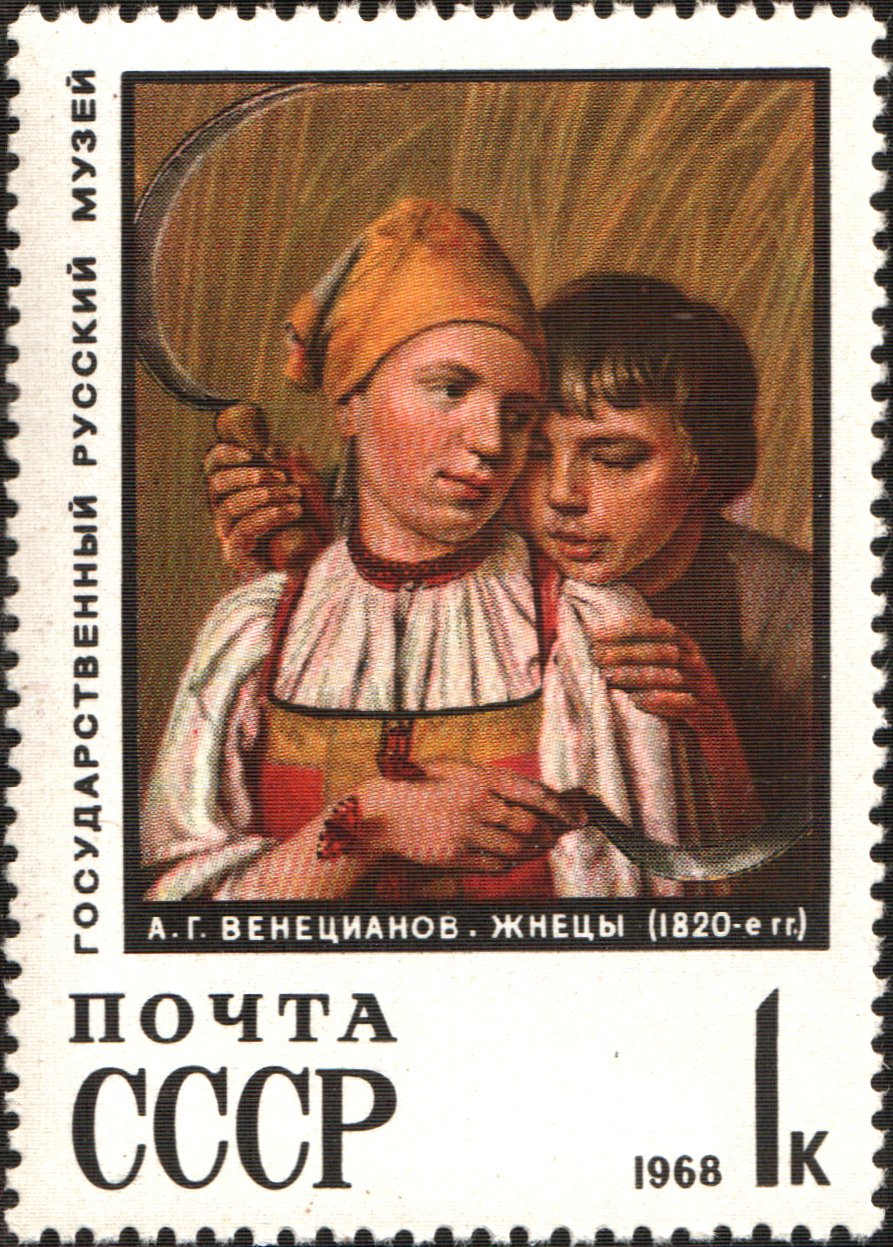

Є чимало марок, на яких зображення комах виконує другорядну, а часом і суто декоративну роль. Досвідчений колекціонер не полишить їх поза увагою. Інколи певні деталі виявляється суттєвими і допомагають розкрити і зрозуміти зображення.
На картині О. Г. Венеціанова «Женці» (1820) жінка показує синові двох метеликів-сонцевиків, що сіли їй на зап'ястя (фото ліворуч). Підліток з цікавістю роздивляється зблизька цих красенів. Мати ж терпляче чекає, заразом даючи собі і хлопцю перепочинок. Вона добре відає що за мить метелики махнуть крильцями та зникнуть десь у блакитній височині — адже радісні моменти життя такі швидкоплинні!. Певна річ, головні герої картини — люди. Але світлий настрій картини був би неможливий, якби не метелики.

1963 року Чехословаччина випустила марку пам'яті знаного художника Макса Швабінського. На марці нижче портрета художника зобразили невеличкого пензля, на якому сидить ледь помітний метелик аполлон (Parnassius apollo). Це не просто оздоблення. Не тільки тому, що античний Аполлон відомий як покровитель мистецтв. Майстер, крім іншого, є автором чудової серії поштових марок «Метелики Чехословаччини» (1961). До слова, на одній з них зображений той же аполлон.

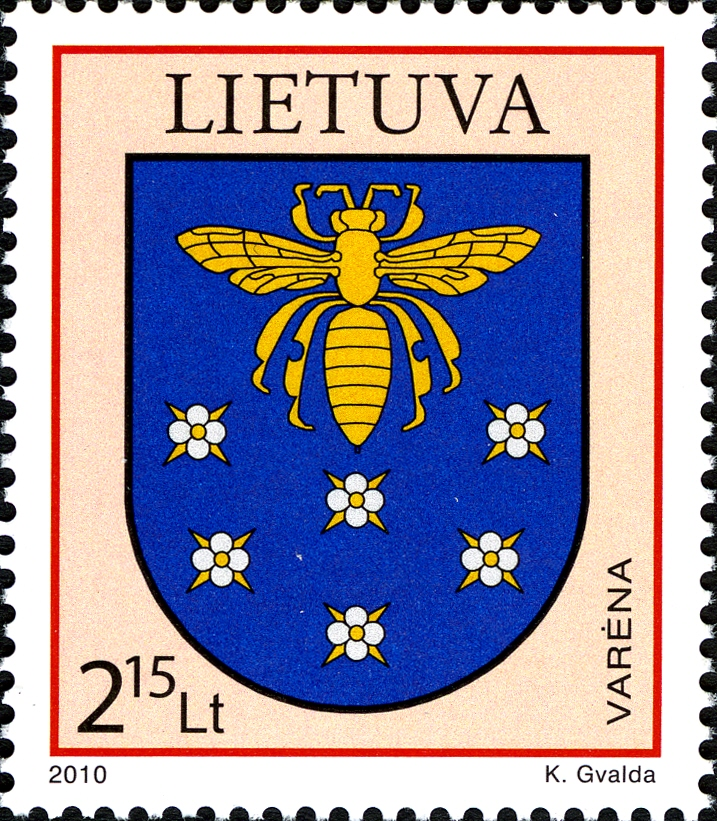

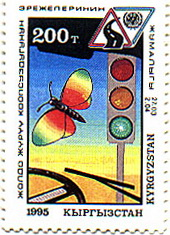

Інколи комахи відіграють роль символів. Наприклад, зображення бджоли і мурашки — символів працелюбства уміщали на марках, що агітували населення зберігати заощадження у державних банках (Угорщина, 1958; Польща, 1961; Румунія, 1962). Бджола прикрашає італійську мініатюру (1953), котра зображає орден «За заслуги у праці» (Ordine al Merito del Lavoro). Золотаву бджолу можна побачити на марках Куби (1966, 2015)), що зображають герби провінцій цієї країни і литовського міста Варена. У колекцію органічно упишеться й поштова картка (Росія, 2017) з портретом письменника В. В. Набокова на тлі маленьких метеликів — адже той був і ентомологом також.

## Дитяча тема
Невеличких стилізованих метеликів та інших комах зображують на марках, присвячених дітям. Так, на чехословацькій марці (1960) ми бачимо дівчинку, яка годує з мисочки двох бджілок. На серії марок, випущених у тій же країні (1968), репродуковані малюнки дітей–в'язнів нацистського концтабору «Терезієнштадт». Одна з марок відтворює малюнок 11-річної Кітті Бруннерової: зграйка червоних, синіх, жовтих метеликів сонячним днем злітає вгору над квітучими травами… У деяких європейських країнах (Швейцарія, Німеччина, Нідерланди, Данія) періодично виходять друком поштові благодійні марки. Їх номінал позначений двома цифрами, наприклад: «2+3». Купляючи таку марку за 5 п'ять центів, покупець віддавав 2 центи за власне марку і 3 центи йшло до благодійного фонду, що опікувався допомогою дітям.

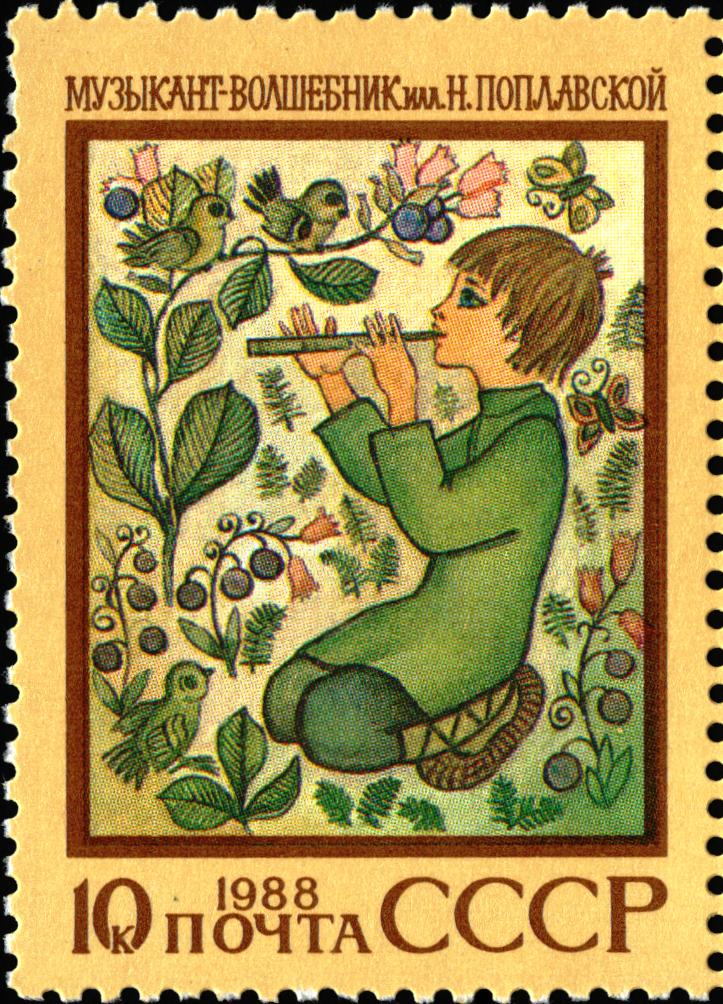
Марка - ілюстрація до білоруської народної казки «Музика-чарівник»: підліток-сопілкар, до якого прилітають стилізовані метелики і пташки
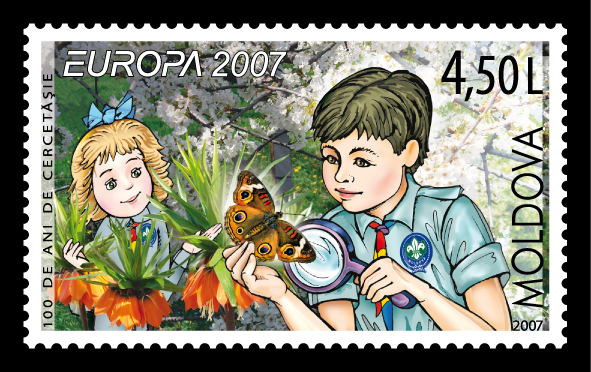
Марка Молдови, випущена до сторіччя скаутського руху. Знати дику природу, вміти налагодити життя у її умовах — одне з базових у вихованні скаутів
У Нідерландах метелики - традиційна деталь малюнку на   благодійних марках семи випусків, які поширювались у 1949-1971 роках

Є марки, на яких ми бачимо героїв класичних дитячих книжок та мультфільмів:

## Колекціонування як дослідження

Частина колекціонерів обмежується збиранням і певною систематизацією свого зібрання. Але багато хто прагне до постійного поглиблення та розширення власних знань щодо колекційних об'єктів. Це стимулює нові пошуки і допомагає поповнювати колекцію. Для ентомофілателіста цікавим її доповненням можуть стати поштові мініатюри, на яких взагалі відсутні зображення комах, але сюжет дає підстави для ентомологічних асоціацій. Такими є марки, які відображають захист рослин від пошкоджень, сліди життєдіяльності комах, увічнюють заслуги вчених-біологів тощо. Скажімо, шведський натураліст Карл Лінней (фото ліворуч) першим описав і дав наукові назви 1936 видам комах. Він заклав підвалини сучасної біологічної класифікації та номенклатури.
Знахідки допитливих колекціонерів часом виявляються досить несподіваними.

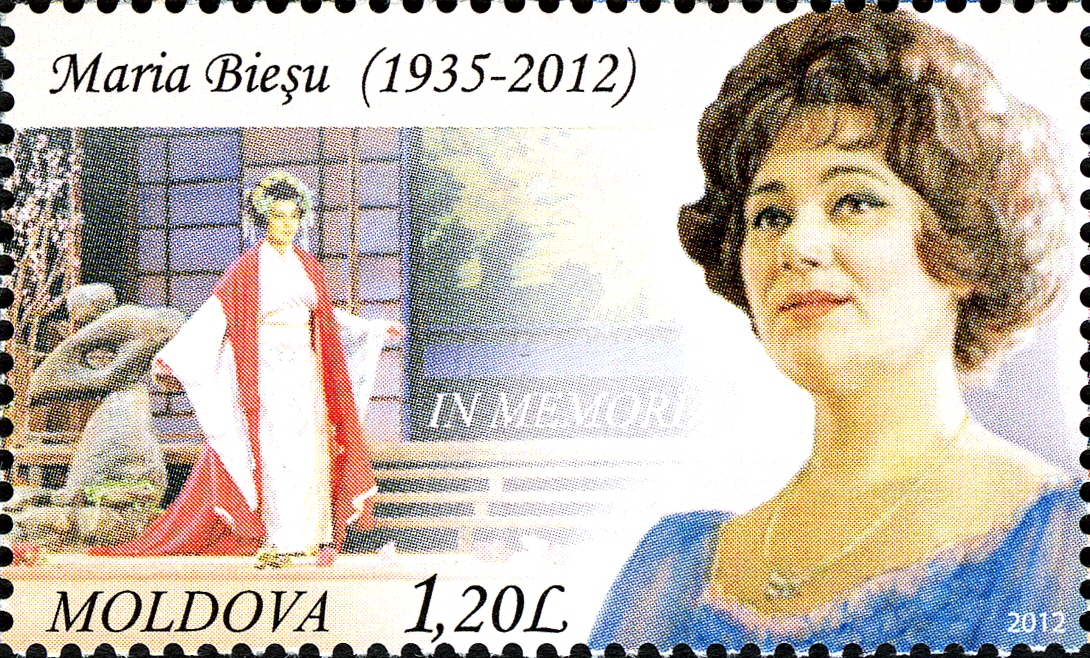
На марці молдовська співачка Марія Бієшу (1935–2012) ліворуч від портрета зображена в образі головної героїні опери «Чіо-Чіо-Сан». За сюжетом героїню прозвали «метеликом» – за кімоно, що нагадувало крильця метелика. У західному варіанті опера має назву «Мадам Баттерфляй» (англ. butterfly — метелик). На конкурсі в Японії М. Бієшу здобула титул "Найкраща Чіо-Чіо-Сан світу" (1967)[35]. До слова, автор поштової мініатюри – українська художниця Олена Караченцева
Наймасовіша в історії модель легковика – німецький Volkswagen Käfer (нім. käfer — жук). "Жук" - початкове народне прізвисько моделі, дійсно, схожої за контуром й пропорціями з деякими жуками. Прізвисько стало частиною і офіційної назви. Відповідно, в  англомовних країнах вона відома як VW Beetle, в іспаномовних – VW Escarabajo, франкомовних – VW Coccinelle, у Сербії – ФВ Буба і т. п. До речі, на марках відображений і  британський бойовий літак "Москіто"
Фердинанд I Кобург, перший цар Болгарії (1908–1918). Коронований монарх захоплювався збиранням і вивченням комах, а також рослин, птахів і поштових марок. На його честь названий підвид метелика-косатця  Zeryntia cerisy ferdinandi Stiechel, 1907[37].  Заснував  Національний музей природознавства (Софія). Правитель здійснив мандрівки по Півдню Європи та експедицію до Бразилії, де зібрав цінні наукові колекції. Частина з них зберігається у музеї замку в селищі Свети Антон [38]

## Об'єкти колекціонування
Філателістичні зібрання складаються не з самих лише марок, а й з їх тимчасових замінників (провізоріїв), поштових конвертів, листівок і карток, штемпелів, телеграм, квитанцій і т. і. Вище ми навели приклади того, що може привернути увагу ентомофілателіста: власне марки, марка з купоном, маркований лист, конверт першого дня. Усі марки, зображені вище, відносять до комеморативних.

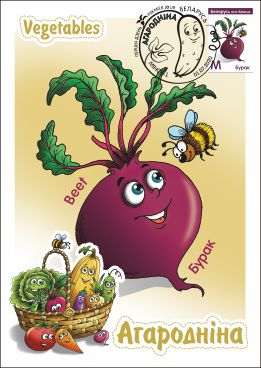

Інша категорія — загальновживані повсякденні стандартні марки. Їх випускають масовими (часом мільйонними) тиражами, вони невеликі і спрощені за дизайном. Комах майже ніколи не зображують на таких марках. Приклад порушення усталеної традиції — 17-й випуск стандартних марок Білорусі «Овочі» (2020). Їх чотирнадцять, всі мають розмір 18 × 26 мм. На кожній можна побачити плід типової для цієї країни городини, якому надано досить веселого вигляду. Біля плоду художники примудрилися втулити ще й якусь кумедну живу істоту — бджілку, метелика, бабку, коника, жучка, гусеницю, мурашку або ж павучка, равлика, мишку або пташку. Для колекціонерів пошта Білорусі надрукували ще й комплект поштових карток, малюнок яких у збільшеному вигляді повторює зображення на марці. Відповідна марка наклеєна на картку і погашена спецштемпелем. Такий комплекс  філателісти називають «цілою річчю».

Поштовий блок відрізняється від маркованого аркуша тим, що має неперфоровані (без просічок) поля з додатковими написами та зображеннями. Це, зокрема, дозволяє показати не лише зовнішній вигляд комахи,а й біотоп, в якому вона зазвичай мешкає
Якщо на художньому поштовому конверті є сюжет, пов'язаний  з комахами, конверт становить інтерес для ентомофілателіста. Навіть коли на ньому немає марок і штемпелів. Хоча конверт, котрий пройшов пошту, цінується вище

Підробні наддруки на стандартних марках Росії 1992 року. Неочікувана граматична помилка виказує нелегальність продукції. Фото:

Цифрові технології дозволяють фальшувати марки, які ніколи не існували. Наприклад, починаючи з 1990-х років колекціонерські та загальні інтернет-аукціони та магазини постійно пропонують численні марки, блоки й наддруки, які нібито виготовляли регіони Росії для місцевого поштового обігу: Алтай, Карелія, «Республіка Камчатка», Дагестан, Земля Франца-Йосипа, Тува та інші. Загальний дизайн цих виробів робить їх схожими на звичні поштові марки. На них можна побачити тварин (в тому числі сотні жуків, метеликів, бджіл, ос), а також рослини, гриби, мінерали, кінозірок, автомобілі тощо. Досить екзотично виглядають тропічні метелики на марках з написом «Yakutia» або турецького жука на блоці «Жуки Росії». Зображення, як правило, скопійовані з інтернет-джерел і, скоріше за все, без дотримання авторських прав. Від офіційних поштових випусків більшість з них відрізняється відсутністю обов'язкового напису «Россия Rossija», року випуску і, здебільшого, невисокими художніми та поліграфічними якостями. Інколи вони містять орфографічні і змістовні помилки. На деяких є написи англійською і безпідставно зображено емблему Всесвітнього фонду дикої природи. З'явилися й каталоги цієї продукції. Усі ці марки не можуть слугувати сертифікованими засобами сплати поштових послуг і відтак не є об'єктами філателії. Їх називають "фантастично-спекулятивними". Власне, це щось на кшталт сувенірних чи рекламних папірців.

## Філателістичні родзинки

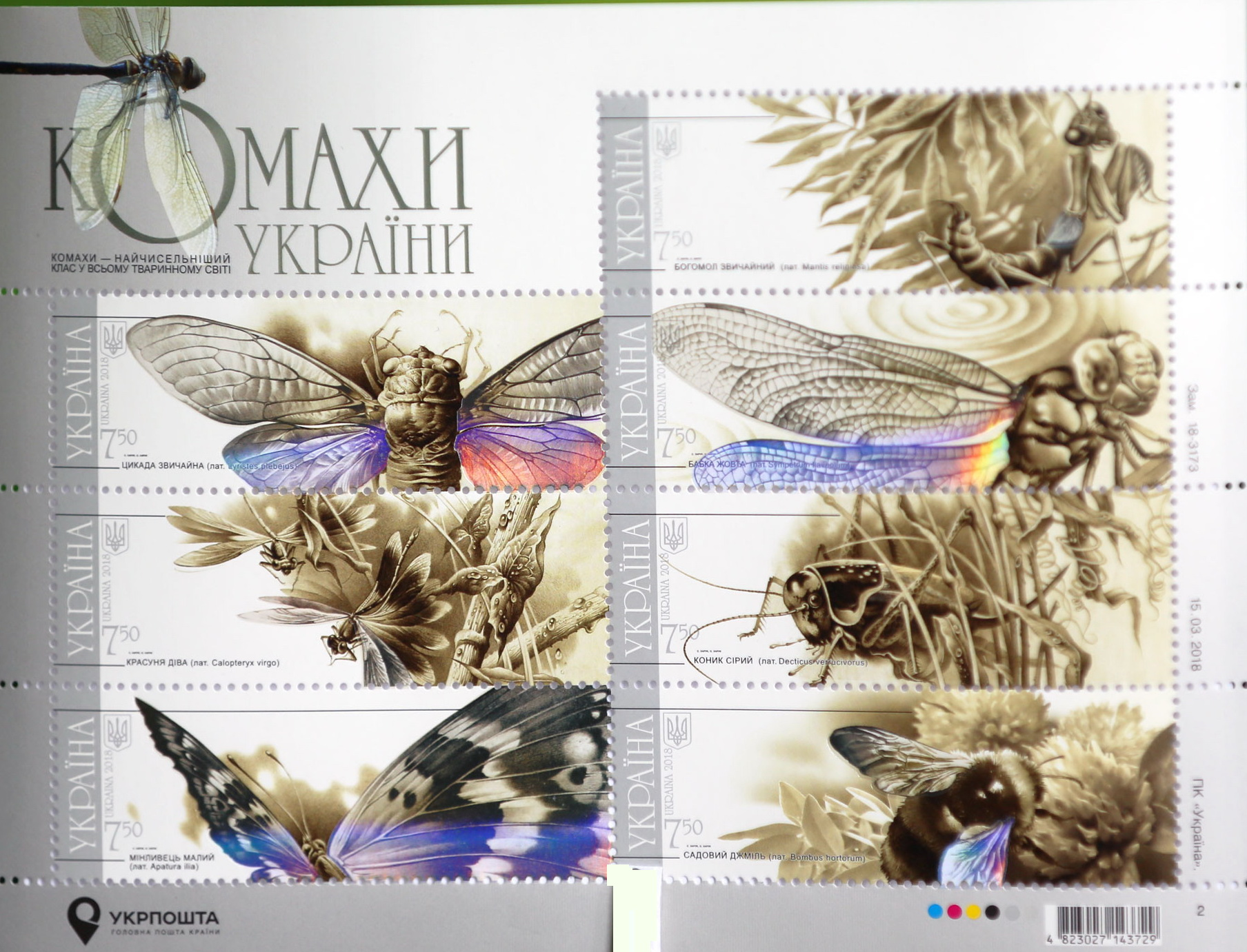

- 2018 року Укрпошта випустила маркований аркуш «Комахи України», в якому кожна з семи марок тиснена з лицевого боку голографічною плівкою. Завдяки цьому, змінюючи кут зору, на зображеннях можна побачити веселкові полиски. На щорічному міжнародному конкурсі «Краща марка світу 2018 року» у Відні мініатюра отримала Гран-прі, за котрий змагалися 50 країн. Це найвищий успіх української філателії. Авторами випуску є художники-графіки Сергій та Олександр Харуки[42].

- До чергового тижня філателії (квітень 1966 року) Японія випустила марку — репродукцію картини «Метелики» художника Такедзі Фудзісіма[en]. На ній, крім жінки й квітів, можна нарахувати ще й 21 (!) метелика.

- У 1966 році гімалайське Королівство Бутан ініціювало програму зростання валютних надходжень до країни шляхом випуску й продажу незвичайних поштових марок. Почали з того, що вперше в історії світової пошти випустили 3D (стереоскопічні) марки. У 1968—1969 роках країна порадувала колекціонерів 16 такими тривимірними марками і двома блоками, які зображували тропічних метеликів і мали самоклейове покриття на зворотному боці[15].

- В колекціях філателістів інколи можна побачити марки з написом «Republik Maluku Selatan» (укр. Республіка  Південне Молукку). Їх випустила держава, яка не існує і ніколи не існувала. Після того, як Нідерланди надали незалежність Індонезії, християнське населення південного сходу останньої — Молуккських островів проголосили власну незалежність. Протягом чотирьох місяців спробу сепаратизму придушила індонезійська армія. За цей час заколотники не встигли випустити власні поштові марки. 1954 року у Віденській державній типографії декілька ділків видали себе за представників Республіки Південне Молукку і замовили для неї 150 серій та поодиноких марок.(В тому числі й ті, що наведені ліворуч). Замовлення узяли до роботи без перевірки. Наступного року на філателістичних ринках з'явилися марки республіки-привида. Маючи привабливий вигляд, вони охоче куплялися колекціонерами, та й зараз попит на них є. (Докладніше див.[en]).

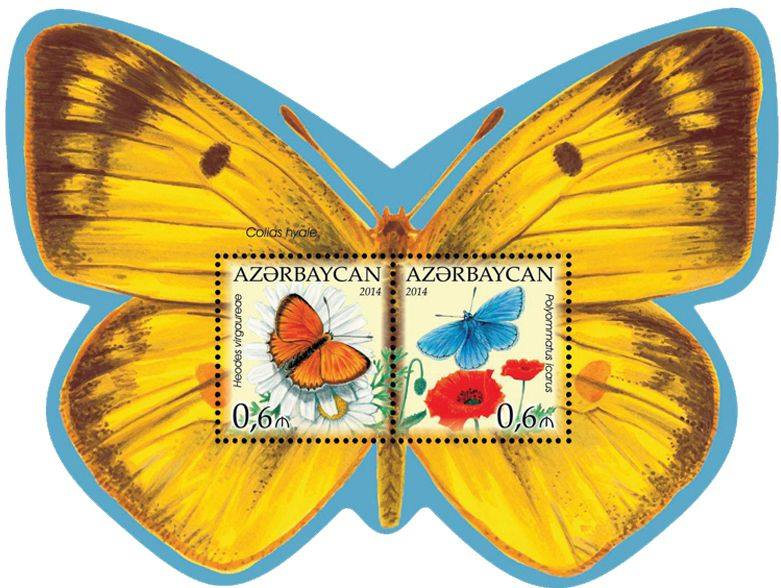

- Дизайнери роблять спроби змінити традиційну прямокутну форму поштових мініатюр. Приміром, марки й блоки, присвячені медоносним бджолам і бджолярству роблять шестикутними, наче бджолині чарунки (Білорусь, 2016; Ірландія, 2008; Малайзія, 2019; Росія, 2018; Румунія, 2009; Тайвань, 2012; Туреччина, 2014; Швейцарія, 2011). Подивіться і на цей поштовий блок, який випустив Азербайджан (2014) . Тобто блок зображає «персонажа» не лише малюнком, а й своєю формою. З'явилися блоки Ботсвани (2000) і Нігеру (2015) у формі метеликів, Австралії (2013)- у вигляді жука, Вануату 2012) — з обрисами бабок, що розпластавши крила, летять над водою і «несуть» на собі марки з зображенням бабок інших видів[43]. Найчастіше цей прийом використовують Острови Піткерн, які дивували філателістів блоками у формі метелика (2005), бабки (2009), оси (2011) і жука-сонечка (2017)[44]. Останній з названих блоків має розмір 9 × 14 см, решта теж чималі.

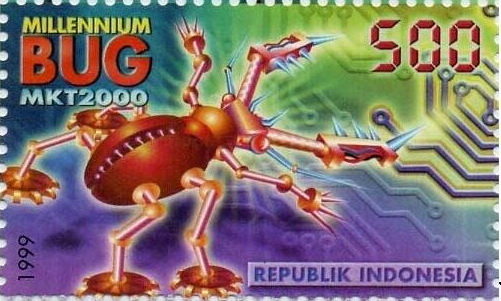

- На порозі нового тисячоліття перед людством постала нова загроза: ймовірність глобальних комп'ютерних збоїв (Проблема 2000 року). Англійською проблему часто-густо називали «Millenium Bug» (багатозначне англ. bug — клоп, жук, воша, мікроб, вірус і т. п. дрібнота; пристрій ("жучок") для таємного запису і спостереження; несподівані дефект, несправність[45]). В значній мірі проблема була роздмухана ЗМІ, і на хвилі загального галасу Індонезія випустила друком спеціальну поштову марку (1999). На ній віртуальну загрозу зобразили у вигляді фантастичної зловісної комахи, яка намірилася зруйнувати комп'ютерний твердий диск.

- У червні 1992 року Гаяна випустила чотири марки з однаковим зображенням: великий стилізований метелик в оточенні інших живих істот — від динозавра до гриба. Дві з цих марок були витиснені на срібній фользі, дві — на золотій. У січні наступного року Монголія випустила дві аналогічні марки, золоту і срібну, із зображенням бджоли, черепахи, дикого кота і кристалів якогось мінералу. 1994 року гаянські митці знову поповнили колекції філателістів серією з двох марок — золотої і срібної. Цього разу на мініатюрах витіснили по десять комах — метелики, жуки і хтось з саранових[46]. Метеликів зображали на марках з золотої фольги Гвінея, Коморські Острови, Мадагаскар, Того, Чад, Центральноафриканська Республіка та інші країни.

## Галерея

Цій картині видатного художника А. Дюрера понад 500 років. У ті часи комах вважали "нижчими істотами", негідними портретування. Але, ймовірно, зовнішність жука-оленя справила неабияке враження на художника[47]. Нині жук красується на 29 випусках марок 26 країн[48]
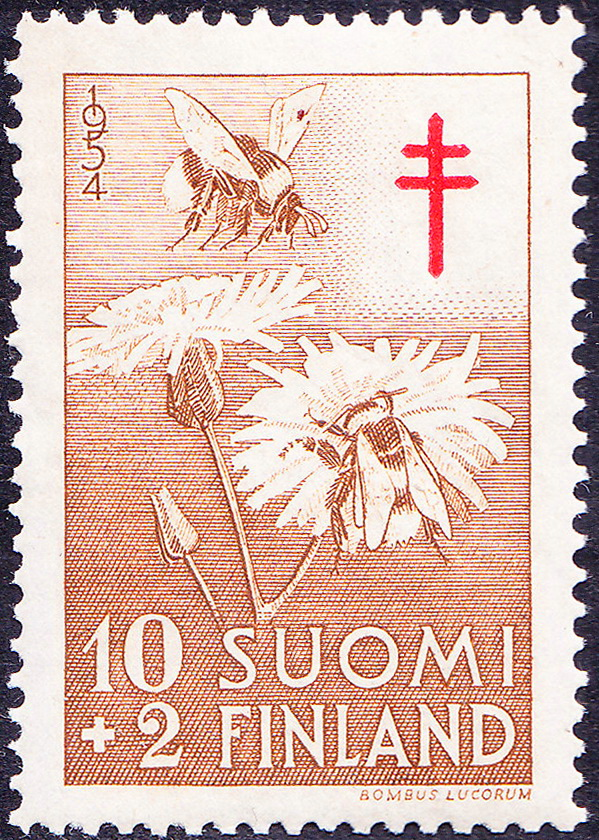
Одна з серії благодійних марок Фінляндії (1954), які зображають комах. На цій марці - норові джмелі. Подвійний червоний лотаринзький хрест ось вже друге століття є символом боротьби є символом боротьби з туберкульозом. Марки допомагають збирати кошти на допомогу хворим цією недугою
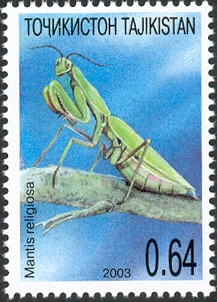
Богомол звичайний (Mantis relegiosa) на поштовій марці Таджикистану. Загалом комах родини богомолових можна побачити на марках трьох десятків держав усіх континентів (крім Антарктиди). Забарвлення робить комаху малопомітною серед рослинної зелені, де він зазвичай чатує на здобич

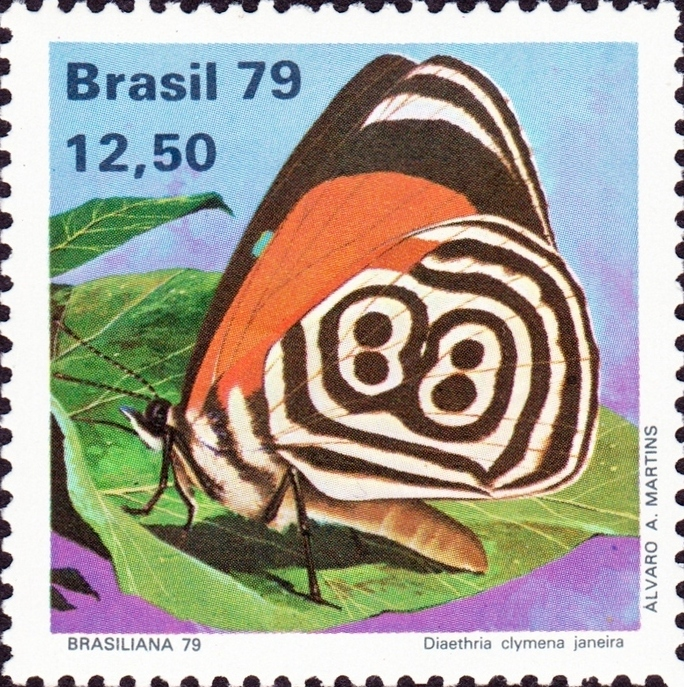
У клімени згори тіло майже цілком оксамитово-чорне, з невеликою блакитно-зеленуватою смужкою на кожному крилі. А нижній бік, як бачите - із зовсім іншим візерунком. У комахи, звісно, є наукова назва - Diaethria clymena, але часто-густо її називають метеликом "вісімдесят вісім" або "дві вісімки" - і, здається, не треба пояснювати, чому
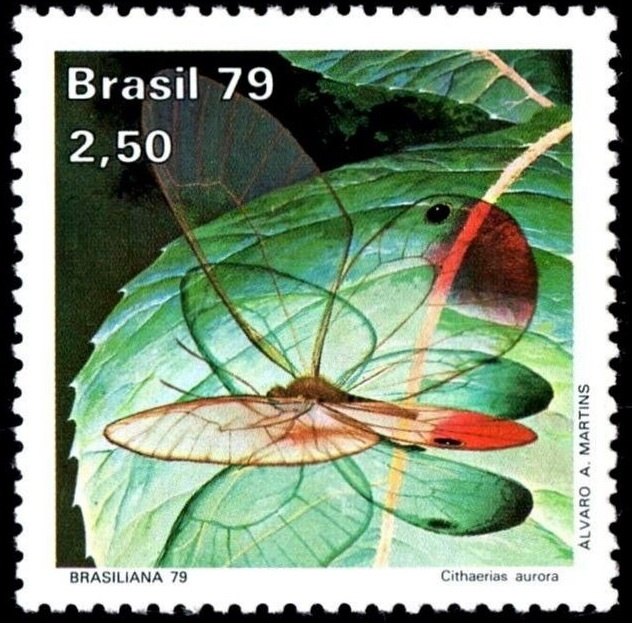
Побачити у нетрях Амазонії метелика Cithaerias pireta важко, навіть якщо він ледь не перед очима. На відміну від абсолютної більшості решти метеликів, цей майже не має лусочок на крилах. Вони безбарвні і прозорі, як скельця. Лише задня частина крил  рожева і несе чорне вічко. Ймовірно таке забарвлення (скоріше, його відсутність)  маскує комаху від ворогів
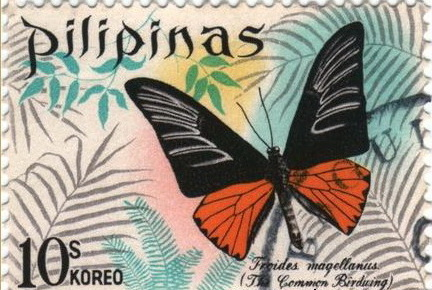
Птахокрилка Магеллана- метелик, названий на честь португальського мореплавця Ф. Магеллана, який керував першою успішною навколосвітньою експедицією. Він не дожив до її кінця, загинувши на одному з Філіппінських островів. Метелик має розмах крил 14 см, мешкає на Філіппінах і Тайвані і перебуває під міжнародною охороною[50].